# Carlo Vittorio Varetti
Carlo Vittorio Varetti (né en 1884 et mort en 1963) est un joueur et dirigeant italien de football, qui jouait au poste de défenseur.
Varetti reste surtout célèbre pour être l'un des treize lycéens qui fondèrent le club turinois de football de la Juventus.

## Biographie
Étudiant en ingénierie, on sait pourtant peu de choses à son sujet sauf qu'il évolua dans le club piémontais de la Juventus entre 1900 et 1907, équipe avec laquelle il sera l'un des importants partisans à l'accès au premier Scudetto du club en 1905. Varetti joue son premier match avec le club piémontais le 11 mars 1900 lors d'une défaite 1-0 contre le FBC Torinese, et sa dernière rencontre le 3 février 1907 lors d'une défaite 4-1 contre le Torino, au cours du célèbre derby della Mole.
Il devint par la suite le 6e président du club entre 1907 et 1910, après l'abandon du poste par Alfredo Dick parti pour créer le futur club rival du Torino FC.

## Palmarès
Juventus
- Championnat d'Italie (1) :
  - Champion : 1905.
  - Vice-champion : 1903, 1904 et 1906.

## Carrière
| Club                              | Saison     | Championnat         | Championnat | Championnat | Total  | Total |
| Club                              | Saison     | Compétition         | Matchs      | Buts        | Matchs | Buts  |
| --------------------------------- | ---------- | ------------------- | ----------- | ----------- | ------ | ----- |
| Foot-Ball Club Juventus ( Italie) | 1900       | Campionato Federale | 2           | 0           | 2      | 0     |
| Foot-Ball Club Juventus ( Italie) | 1901       | Campionato Federale | 1           | 0           | 1      | 0     |
| Foot-Ball Club Juventus ( Italie) | 1902       | Campionato Federale | 3           | 0           | 3      | 0     |
| Foot-Ball Club Juventus ( Italie) | 1903       | Campionato Federale | 5           | 0           | 5      | 0     |
| Foot-Ball Club Juventus ( Italie) | 1904       | Prima Categoria     | 4           | 0           | 4      | 0     |
| Foot-Ball Club Juventus ( Italie) | 1905       | Prima Categoria     | 4           | 2           | 4      | 2     |
| Foot-Ball Club Juventus ( Italie) | 1906       | Prima Categoria     | 3           | 0           | 3      | 0     |
| Foot-Ball Club Juventus ( Italie) | 1907       | Prima Categoria     | 2           | 0           | 2      | 0     |
|                                   | Total Juve |                     | 24          | 2           | 24     | 2     |
| Total carrière                    |            |                     | 24          | 2           | 24     | 2     |